# Presbyterian Blue Hose football

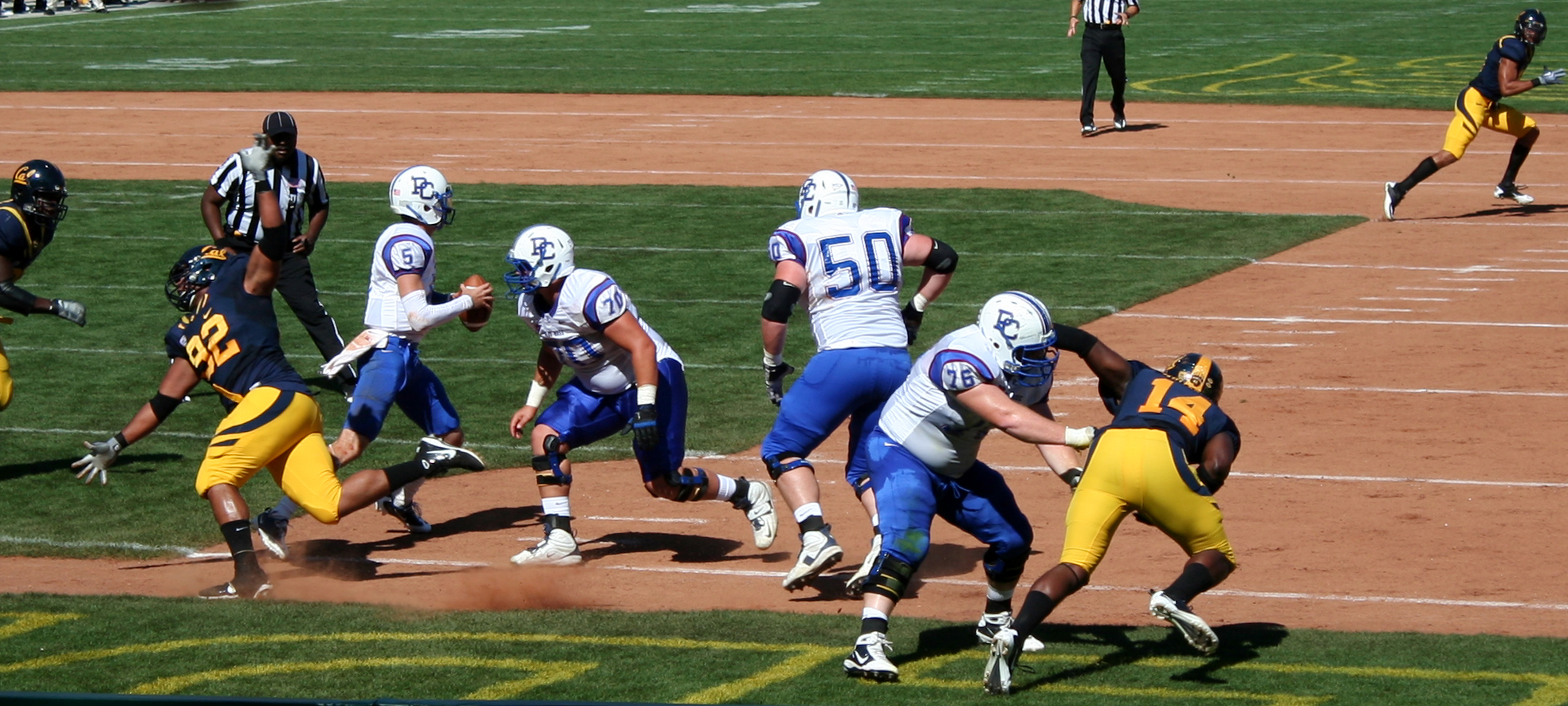
I Blue Hose contro i Cal nel 2011

La squadra di football americano dei Presbyterian Blue Hose rappresenta il Presbyterian College, con la prima squadra di football che risale al 1913. Mentre il Presbyterian è un membro effettivo della Big South Conference, i Blue Hose giocano nella Pioneer Football League della Divisione I della Football Championship Subdivision (FCS) della National Collegiate Athletic Association (NCAA). Infatti nel 2017 i Blue Hose hanno iniziato una transizione per uscire dal football di college basato sull'assegnazione di borse di studio, lasciando la Big South nel 2019 e, dopo una stagione da indipendente, approdando nel 2021 alla Pioneer League. 
I Blue Hose disputano le partite casalinghe al Bailey Memorial Stadium di Clinton, impianto di 6.500 posti. 
Dal 2022 la squadra è allenata da Steve Englehart che ha sostituito Kevin Kelly dimissionario, per motivi personali, dopo solo un anno da capo allenatore.

## Storia

### Conference
- 1913–1920: Indipendente
- 1921–1941: Southern Intercollegiate Athletic Association
- 1942–1945: Indipendente
- 1946–1964: South Carolina Little Three
- 1964–1972: Carolinas Conference
- 1973–1974: NAIA – Indipendente
- 1975–2006: South Atlantic Conference
- 2007: NCAA Divisione II – Indipendente
- 2008–2019: Big South Conference
- 2020: Divisione I FCS – Indipendente
- 2021–presente: Pioneer Football League